# I'm Like a Bird
I'm Like a Bird è il secondo singolo estratto dall'album di debutto di Nelly Furtado,  Whoa, Nelly!.
È stato uno dei singoli di maggior successo della cantante, vincendo un Juno Award per la categoria "Singolo dell'anno" e un Grammy Awards per la categoria "Miglior esecuzione pop femminile".

## Video musicale
Il video è stato diretto da Francis Lawrence. Inizia nel cielo, e nel coro la cantante si alza e inizia a cantare rivolta allo schermo, mentre gli uccelli volano attorno a lei.
Il video termina con la cantante che cade da un ramo e viene placcata da un'enorme folla di persone.

## Tracce
CD Internazionale
1. I'm like a Bird (LP version)
2. Party (Reprise) (non-LP version)
3. I Feel You
4. My Love Grows Deeper (non-LP version)

CD UK
1. I'm like a Bird (LP version)
2. Party (Reprise) (non-LP version)
3. I Feel You
4. I'm like a Bird (music video)

## Classifiche

### Classifiche settimanali
| Classifica (2000-01) | Posizione massima |
| -------------------- | ----------------- |
| Australia            | 2                 |
| Austria              | 41                |
| Belgio (Fiandre)     | 16                |
| Belgio (Vallonia)    | 19                |
| Brasile              | 3                 |
| Danimarca            | 13                |
| Francia              | 33                |
| Germania             | 41                |
| Irlanda              | 4                 |
| Italia               | 16                |
| Norvegia             | 17                |
| Nuova Zelanda        | 2                 |
| Paesi Bassi          | 8                 |
| Portogallo           | 1                 |
| Regno Unito          | 5                 |
| Stati Uniti          | 9                 |
| Svezia               | 16                |
| Svizzera             | 17                |

### Classifiche di fine anno
| Classifica (2001) | Posizione |
| ----------------- | --------- |
| Australia         | 7         |
| Belgio (Fiandre)  | 88        |
| Belgio (Vallonia) | 77        |
| Francia           | 92        |
| Nuova Zelanda     | 8         |
| Paesi Bassi       | 49        |
| Svezia            | 72        |
| Svizzera          | 86        |